# Бибикова, Анна Ивановна
Анна Ивановна Бибикова (урождённая Карцова; ок. 1811 ― 1876) — беллетристка, переводчица.

## Биография
Дочь контр-адмирала И. П. Карцова. Мать писателя П. А. Бибикова. Окончила Смольный институт благородных девиц (1827). Вышла замуж (1828) за генерал-майора в отставке А. П. Бибикова, жила с ним в Севастополе и в имении Альма Таврической губернии. Частная ссора (1846) с участием Бибиковой явилась причиной долгой тяжбы и отлучения её от общества. Расставшись с мужем и сыном, она уезжает с четырьмя дочерьми в Петербург. Первая публикация Бибиковой в журнале «Пантеон» ― «Путешествие лорда Байрона в Корсику и Сардинию» (1853). За ней последовали очерки по истории мореплавания «Жизнь на море» (1853), комедия «Дружба» (1853) ― переделка с французского повести Ш. Бернара и повесть «Две рукописи» (1854) ― вариация сюжета о несчастной падчерице и коварной мачехе. Сотрудничала в «Иллюстрированной газете» (1860―1870-е). Для любительских трупп Петербурга и Кронштадта ей написано несколько пьес: «Одна за всех», «Жертва лжи», «Утро после вчера», «Светская дружба», «Кринолин», «Женщина-литератор». В этих фарсовых бытовых сценах с переодеваниями и счастливым концом Бибикова часто выводила себя в виде вздорной, но доброй генеральши Крымской. Рукопись драмы «Французский стрелок» (1859) по роману В. Скотта, имеющая очевидное стилистическое сходство с пьесами Бибиковой, подписана А. Лунский, что дает основание считать эту подпись псевдонимом Бибиковой. Вероятно, в это время произошло и смешение псевдонимов: А. Лунский был отождествлён с Евг. Лунским - псевдонимом С. В. Кёлер, одновременно с Бибиковой печатавшейся в «Пантеоне»; вместе с этим псевдонимом Бибиковой были приписаны и произведения Кёлер. Позже Бибикова несколько раз представляла в цензуру рукописи пьес, рассказа «Не совсем обыкновенный случай» и детских книжек, однако напечатаны они не были. В 1864 году Бибикова выкупила из долговой тюрьмы, внеся залог в 400 рублей, А. А. Григорьева. Мнения современников о человеческих качествах Бибиковой противоречивы.